# بیتوریا
بیتوریا (اسپانیایی: Vitoria؛ باسک: Gasteiz) شهری در شمال اسپانیا، مرکز استان آلاوا، مرکز بخش خودمختار باسک، و دومین شهر پرجمعیت باسک است. این شهر ۲۲۶۰۰۰ نفر جمعیت دارد.

## تاریخ

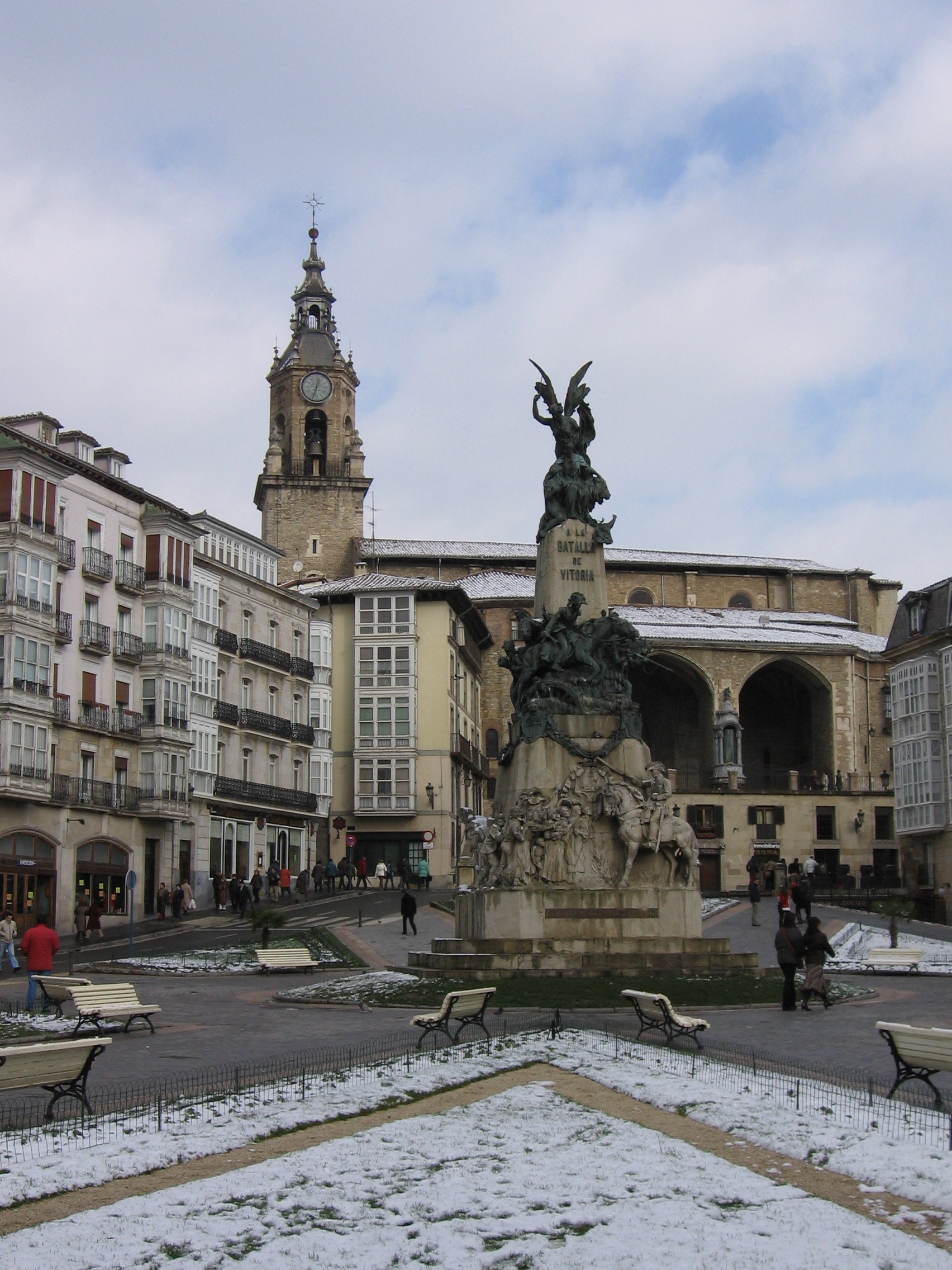
میدان بلانکا (Plaza de la Virgen Blanca)

در سال ۱۱۸۱، سانچوی ششم (خردمند)، شاه نابارا، دژی در بالای تپه‌ای در نزدیکی باقی‌مانده‌های شهر قدیمی ساخت. ۱۹ سال بعد در ۱۲۰۰ به دست سربازان آلفونسوی هشتم شاه کاستیل افتاد. در دو قرنی که در پی‌آمد پیوسته بزرگ شد و در ۱۴۳۱، خوآن دوم شاه کاستیا آن را شهر نامید. در ادامه در ۲۱ ژوئن ۱۸۱۳ صحنه نبرد بیتریا بود. گروهان ناپلئون در این شهر توسط سربازان دوک ولینگتون در هم شکسته شدند و اشغال شهر توسط فرانسوی‌ها پایان پذیرفت. تندیس یادبود استقلال که در میدان اصلی شهر قرار گرفته‌است، خاطرهٔ آن روزها را گرامی می‌دارد. شهر بیتوریا در برزیل به نام این شهر نامگذاری شده‌است.

## اقتصاد و مردمشناسی
اقتصاد بیتوریا از بخشهای گوناگون تشکیل شده‌است. کارخانه‌های بسیاری در آن شعبه دارند. دومین بالاترین استاندارد زندگی را در بین همه شهرهای اسپانیا دارد. سرانه فضاهای سبز و سرانه فضاهای فرهنگی این شهر در اسپانیا بینظیر است.

## فرهنگ
در بیتوریا دو جشنواره بین‌المللی موسیقی برگزار می‌شود.
- جشنواره بین‌المللی بیتوریا
- جشنواره آزکنا

## ورزش
تیم فوتبال این شهر دیپورتیوو آلبا نام دارد.